# Rodrigo Tarín
Rodrigo Tarín Higón (ur. 5 lipca 1996 w Xiva de Bunyol) – hiszpański piłkarz występujący na pozycji obrońcy w hiszpańskim klubie CD Leganés.

## Kariera klubowa
Urodzony w Chivie Tarín dołączył do młodzieżówek Barcelony w 2011 roku z Valencii. W 2014 roku przedłużył swój kontrakt do 2018 roku oraz został zawodnikiem FC Barcelony B.
W seniorskiej piłce zadebiutował 22 sierpnia 2015 roku w przegranym 2-1 meczu z UE Cornellą. Pierwszą bramkę strzelił 17 września tego samego roku w spotkaniu z Atlético Baleares. W listopadzie 2015 roku doznał kontuzji kolana, która wykluczyła go z gry na 6 miesięcy.
Swój profesjonalny debiut, Tarín zaliczył 19 sierpnia 2017 w wygranym 2-1 meczu z Realem Valladolid w ramach Segunda División.
27 czerwca 2018 roku podpisał trzyletni kontrakt z CD Leganés.

## Sukcesy

### Barcelona
- Liga Młodzieżowa UEFA: 2013/14[9]